# Образа величності

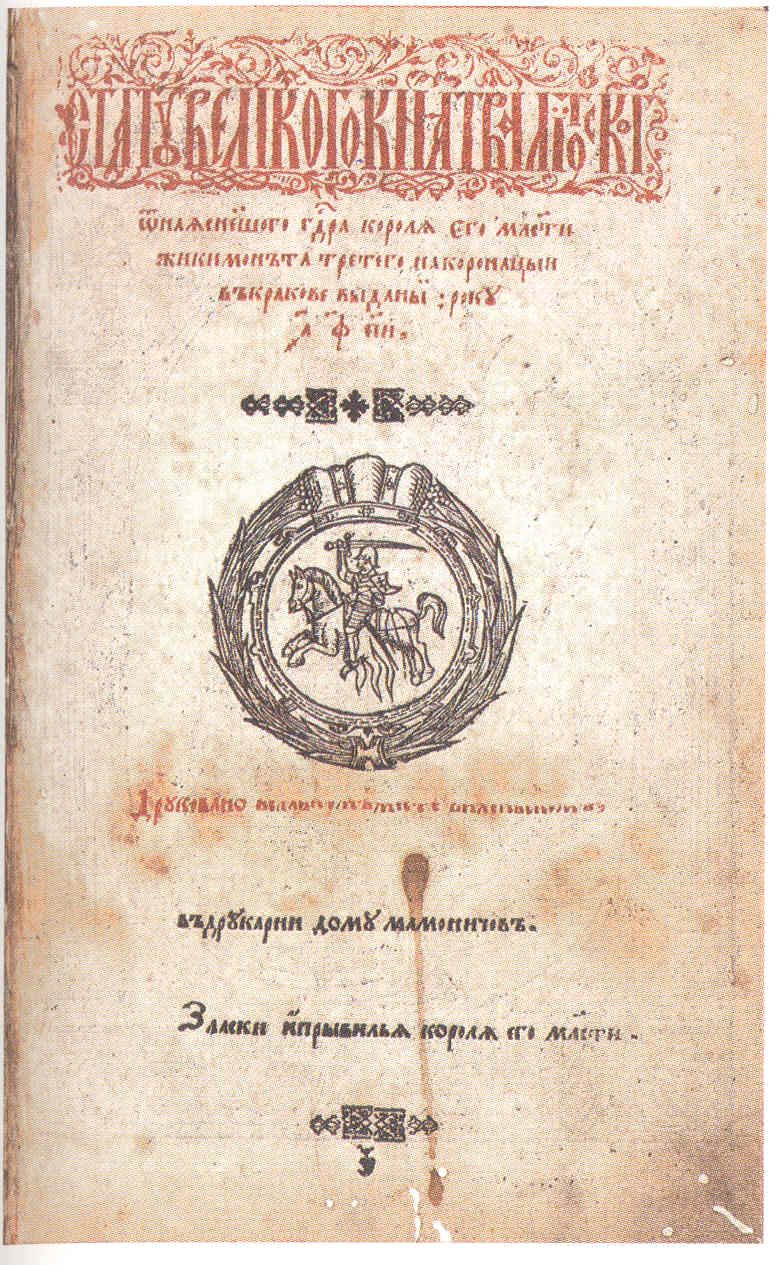
Перша сторінка Статуту Великого князівства Литовського 1588 року

Образа величності (лат. crimen laesae maiestatis, фр. lèse majesté [lɛz maʒɛste]; від maiestas — велич, честь) — юридичний термін, яким позначають дії проти гідності правлячого суверена або проти держави.

## Історія
Така поведінка вперше була класифікована як злочин проти гідності Римської республіки у Стародавньому Римі.
Більш вузькі уявлення про образу Величності як злочин проти корони переважали в європейських королівствах, що виникли в ранньосередньовічний період. У феодальній Європі деякі злочини були класифіковані як образу величності, навіть якщо вони не були навмисно спрямовані проти корони. Прикладом є підробка грошей, класифікована через те, що монети містили портрет монарха чи герб.
Ці закони як і раніше застосовуються в монархіях за межами Європи, таких як сучасний Таїланд та Камбоджа. У Таїланді кримінальна відповідальність за образу величності є найсуворішою в світі і передбачає до 15 років позбавлення волі.
З утвердженням республіканського устрою в багатьох країнах були ухвалені закони про образу перших осіб держави, зокрема президентів. Така образа зазвичай каралася штрафом. У Франції відповідний закон скасували лише в 2013 році. Останнім президентом, за образу якого стягнули штраф у 30 євро, став Ніколя Саркозі.

## В Україні
У ВКЛ образа величності означала замах на державну владу; у найширшому значенні цього слова — зрада, замах на честь і гідність його величності великого князя, поширення про нього помилкових, ганебних чуток. Вважалося тяжким злочином, який відповідно до статей Статуту Великого князівства Литовського 1588 року каралася смертю. Особи, які зробили це «з глупоти чи божевілля», були звільнені від кримінальної відповідальності.